# Bohuslav Ilek
Bohuslav Ilek (9. dubna 1902, Rovečné u Bystřice nad Pernštejnem – 5. ledna 1988, Praha) byl český vysokoškolský učitel, rusista, literární vědec a překladatel z ruštiny. Bývá považován za zakladatele olomoucké rusistiky.

## Život
Bohuslav Ilek se narodil roku 1902 v obci Rovečné u Bystřice nad Pernštejnem. Po maturitě na gymnáziu v Boskovicích začal roku 1922 studovat slovanskou filologii a anglistiku na Filozofické fakultě Univerzity Karlovy v Praze, kde také roku 1946 získal doktorát.
Od roku 1927 Bohuslav Ilek vyučoval češtinu, ruštinu a polštinu na obchodní akademii v Olomouci, v letech 1946–1955 přednášel ruský jazyk a literaturu na Filozofické fakultě Univerzity Palackého v Olomouci. Roku 1951 habilitoval pro obor ruské a sovětské literatury a v roce 1955 se stal profesorem.
Již od roku 1953 působil Bohuslav Ilek také v Praze, zpočátku na Vysoké škole ruského jazyka a literatury. Roku 1960 se stal ředitelem Ústavu ruského jazyka a literatury na Filozofické fakultě Univerzity Karlovy a v této funkci působil do roku 1970, kdy odešel do důchodu.

## Dílo
Bohuslav Ilek patřil k zakladatelům novodobé české rusistické medievalistiky, zejména svou habilitační prací Život protopopa Avvakuma. Studie o stylu. Překládal středověkou a klasickou ruskou i sovětskou prózu a postupně se stále více zabýval teorií překladu, který chápal jako komplexní jev jazykový, literární, ideologický a společenskohistorický.

### Odborné práce
- Přehled sovětské literatury, Univerzita Palackého, Olomouc 1950,
- Kapitoly z teorie a metodiky překladu, SPN, Praha 1956, společně s Jiřím Levým,
- Česko-ruský slovník, SPN, Praha 1958, pomocná kniha pro školy všeobecně vzdělávací, odborné a pedagogické, spoluautor, znovu 1968, 1970, 1973, 1977, 1982 a 1986.
- Život protopopa Avvakuma. Studie o stylu, Univerzita Karlova, Praha 1967,
- K problematice překladu ruských společenskovědních populárně vědných textů do češtiny, Univerzita Karlova, Praha 1973, společně se Zdenkou Hanusovou.

### Překlady z ruštiny
- Lev Nikolajevič Tolstoj: Vojna a mír, Melantrich, Praha 1929,
- Lev Nikolajevič Tolstoj: Kreutzerova sonáta, Melantrich, Praha 1930, znovu SNKLHU, Praha 1957.
- Michail Šolochov: Azurová step, Sfinx, Praha 1935, znovu Svoboda, Praha 1945 a Naše vojsko, Praha 1962.
- Leonid Leonov: Cesta na oceán, Sfinx, Praha 1936, společně s Ladislavem Ryšavým, znovu SNKLHU, Praha 1953,
- Michail Jurjevič Lermontov: Hrdina naší doby, Melantrich, Praha 1941, znovu Svoboda, Praha 1951, Mladá fronta, Praha 1955, SNKLU, Praha 1966 a Odeon, Praha 1983, samostatně ještě Tamaň ve sborníku Deset ruských novel 19. století, Československý spisovatel, Praha 1960.
- Michail Šolochov: Škola nenávisti, Rovnost, Brno 1945, společně s Jiřím Tauferem, znovu Svoboda, Praha 1945.
- Maxim Gorkij: Život Klima Samgina, druhý díl, Svoboda, Praha 1948, znovu SNKLHU, Praha 1957.
- Lev Nikolajevič Tolstoj: Výbor z díla II., Svoboda, Praha 1952, spolupřekladatel,
- Michail Šolochov: Donské povídky, SNKLHU, Praha 1955, znovu Odeon, Praha 1973.
- Listy Ivana Hrozného (výbor z korespondence), SNKLHU, Praha 1957, společně s Hanou Skálovou,
- Vissarion Grigorjevič Bělinskij: Stati a recense 1840–1842, SNKLHU, Praha 1959, spolupřekladatel,
- Překlad literárního díla, sborník současných zahraničních studií, uspořádali, edičně připravili a přeložili Josef Čermák, Bohuslav Ilek a Aloys Skoumal, Odeon, Praha 1970,
- Eseje o Leninově jazyce a stylu, Československý spisovatel, Praha 1974, spolupřekladatel,
- Petrovič Avvakum: Život protopopa Avvakuma, jím samým sepsaný, Odeon, Praha 1975,
- Lev Nikolajevič Tolstoj: Po plese a jiné prózy, Odeon, Praha 1975, spolupřekladatel.